# Bar Girls
Pour plus de détails, voir Fiche technique et Distribution.
Bar Girls est un film américain réalisé en 1994 par Marita Giovanni.

## Fiche technique
- Réalisation : Marita Giovanni
- Scénario : Lauran Hoffman
- Producteur : Lauran Hoffman, Marita Giovanni
- Production : Lavender Circle Mob, Orion Pictures
- Musique :
- Photographie :
- Montage :
- Pays d'origine : États-Unis
- Langue d'origine : anglais américain
- Genre : Comédie dramatique, romance saphique
- Durée : 93 minutes (1 h 33)
- Dates de sortie :
  - Canada : 15 septembre 1994 au Festival international du film de Toronto
  - États-Unis : 7 avril 1995

## Distribution
- Nancy Allison Wolfe : Loretta
- Liza D'Agostino : Rachel
- Camila Griggs : J.R.
- Michael Harris : Noah
- Justine Slater : Veronica
- Lisa Parker : Annie
- Pam Raines : Celia
- Paula Sorge : Tracy
- Cece Tsou : Sandy
- Caitlin Stansbury : Kimba
- Patti Sheehan : Destiny
- Lee Everett : Lee
- Betsy Burke : Cafe Waitress
- Laurie Jones : Laurie
- Chaz Bono : Scorp'